# Natalie Tual
Pour les articles homonymes, voir Tual.
Natalie Tual est une auteure compositrice interprète de musiques pour enfants,,.

## Biographie
Natalie Tual a appris la musique au conservatoire de Nantes, complétée par une formation aux Beaux arts de Nantes. Elle a ensuite travaillé 10 ans comme clown au Rire Médecin et a également été formatrice en musicothérapie. Elle a parallèlement commencé à écrire des chansons et des histoires musicales pour les enfants. Michèle Moreau, directrice de Didier Jeunesse l'a stimulée dans cette voie. Elle anime également des ateliers d’écriture autour de la chanson.